# Tamblot

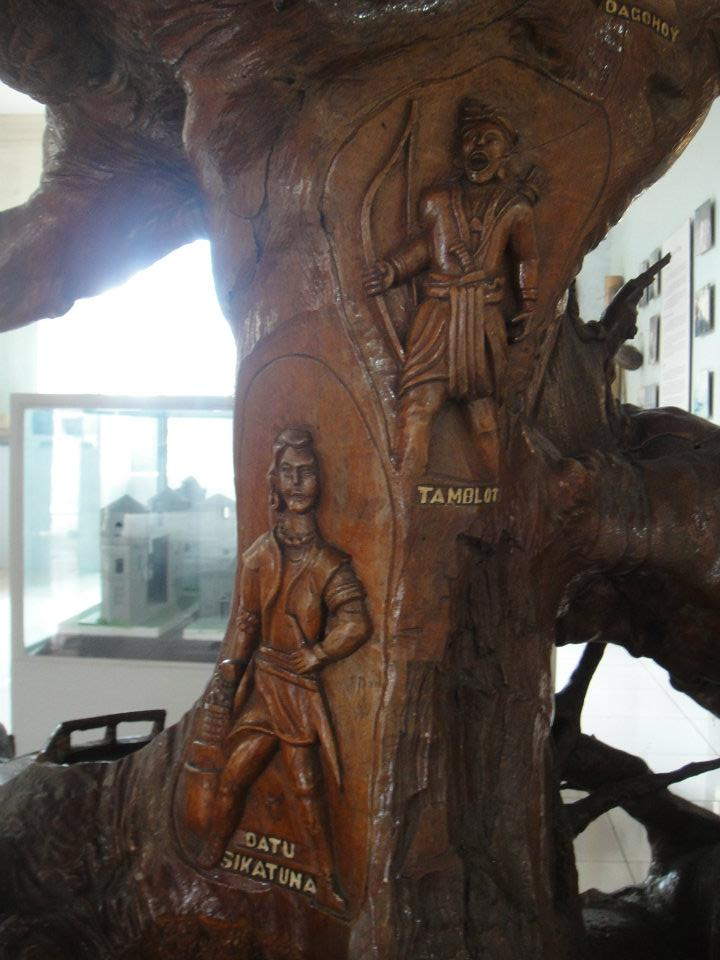
Tallas de Tambot y su compañero héroe boholano Sikatuna.

Tamblot fue un babaylán nativo de la isla Bohol, Filipinas, que dirigió el levantamiento de Tamblot en 1621-1622 durante la ocupación española. Se opuso a la nueva religión difundida por los cristianos jesuitas españoles y luchó contra la posterior conversión de los boholanos a la fe católica. Según las leyendas, desafió al sacerdote español, y cuando ganó, se ganó la confianza de la gente. Los exhortó a liberarse de la opresión española, liderando a 2.000 seguidores en lo que se denominó «Levantamiento del tamblot» o «Revuelta del tamblot».

## Biografía
Poco se sabe sobre Tamblot, excepto que era un tagalo del Barrio Tupas, en la ciudad de Antequera (Filipinas), que llevó a varios de sus seguidores paganos a librar una guerra religiosa contra los españoles por temor a que su Bathala fuera reemplazado por el Dios de la religión católica.

## Legado

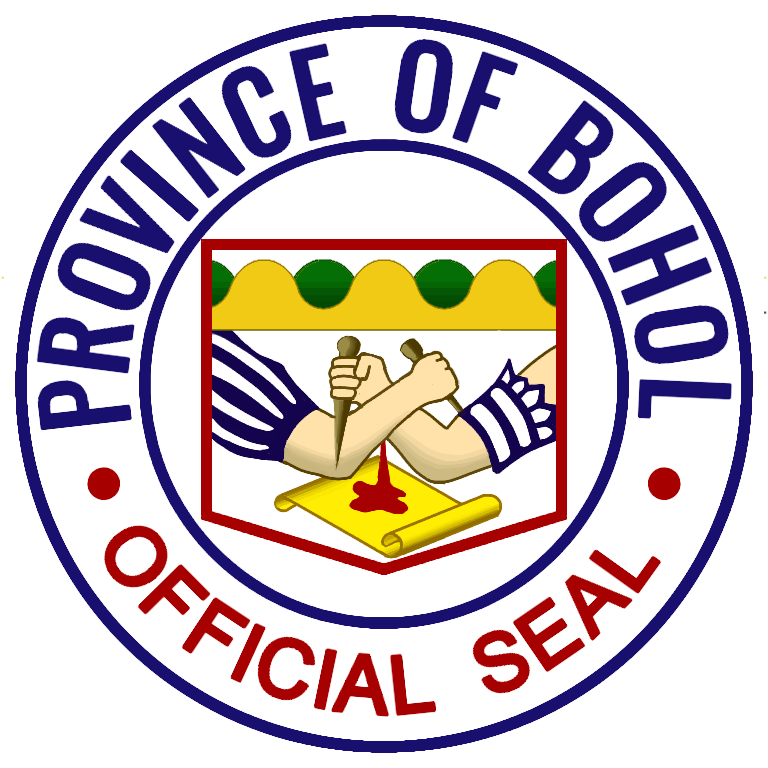
Escudo de Bohol.

El movimiento y el levantamiento de Tamblot influyeron para que otros líderes que despreciaban el señorío español se rebelaran. Una de estas revueltas fue la de Bancao en Leyte, que también se produjo en 1622 y que también fue sofocada por Juan de Alcarazo.
El levantamiento de Tamblot fue una de las dos revueltas significativas que ocurrieron en Bohol durante la era española. La otra fue la rebelión de Dagohoy, considerada como la rebelión más larga en la historia de Filipinas. Esta rebelión fue dirigida por Francisco Dagohoy, también conocido como Francisco Sendrijas, de 1744 a 1829.
Tamblot está representado en el escudo y la bandera provinciales de Bohol, aprobados en 1969, como uno de los brazos que agarra por el mango una navaja bolo. El otro brazo corresponde a Dagohoy, boholano que también alentó una revuelta contra los españoles. El papel manchado de la sangre que derraman simboliza la historia de los boholanos y la lucha por la independencia.